# Deor (Oudengels gedicht)
Deor (ook: The Complaint of Deor of Deor's Lament) is een kort Oudengels gedicht uit de 10e eeuw. Het gedicht is bewaard gebleven in het Exeter Book, een eveneens uit de 10e eeuw daterend manuscript dat een groot aantal Oudengelse werken herbergt.

## Inhoud
Deor telt slechts 42 regels en is geschreven in de destijds gebruikelijke allitererende verzen zonder eindrijm. 

Zoals bij alle werken in het manuscript draagt het gedicht geen titel. Zo staat dit gedicht bekend als 'Deor', omdat die naam aan het eind van het gedicht vermeld wordt als zijnde de naam van de schrijver. De naam is te vertalen met 'geliefd' ('dear,' 'beloved').
Het gedicht is tegelijkertijd een treur- en troostzang. Deor betreurt zijn vervanging als hofdichter ('scop', dichter en minstreel) bij de Heodenings door de dichter Heorrenda. Hij troost zichzelf met de beschrijving van het droeve lot van een aantal andere figuren uit de Germaanse wereld. Elke beschrijving eindigt met een refrein: 'Dat is voorbijgegaan; ook dit zal voorbijgaan'. In Oudengelse poëzie is een refrein hoogst ongebruikelijk (in slechts een ander gedicht, Wulf and Eadwacer, ook in het Exeter Book vindt men wat men een refrein zou kunnen noemen); ongebruikelijk is ook de structuur van het gedicht, in strofen van ongelijke lengte.

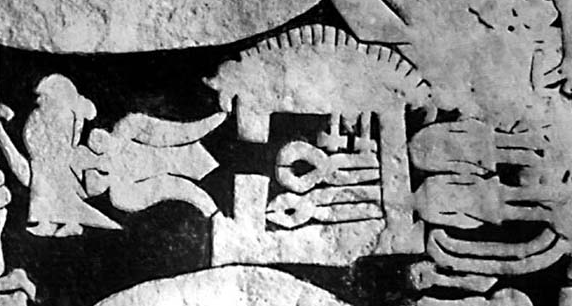
Wieland de Smid, Beadohilde en de vermoorde kinderen

In de eerste strofe bezingt de dichter het lot van Wieland de Smid, ontvoerd en verminkt door Nithhad en gedwongen als smid voor hem te werken. De tweede strofe verwijst naar het harde lot van prinses Beadohilde, de dochter van Nithhad, verkracht en bezwangerd door Wieland (die ook nog Nithhads twee zonen vermoordde). De derde strofe is een korte verwijzing naar het verdriet van Nithhad zelf en zijn vrouw, Maethhild. Dan, halverwege het gedicht, zoekt de dichter zijn materie niet meer in Germaanse mythe maar in geschiedenis: strofen vier en vijf verwijzen naar Theodorik de Grote en Ermanaric van de Goten; de laatste verbande Theodorik en liet zijn eigen volk zuchten onder tirannie. Het gedicht eindigt met het eigen lot van de dichter, zijn vervanging door een kennelijk vaardiger dichter en het verlies van zijn 'londryht,' zijn grond (en daarmee zijn levensvoorziening en status aan het hof van zijn weldoener).

## Betekenis
Deor is volledig doorstroomd van Germaanse legende en geschiedenis, nochtans heeft het een bijzonder altruïstische toon. Dat men met Wieland sympathiseert is wellicht vanzelfsprekend, maar de dichter vraagt ook begrip voor de man die Wieland jaren gevangen hield. Interessant is ook de impliciete vergelijking die de dichter trekt tussen zijn eigen lot en het tragische lot van bekende, legendarische figuren. Dit zou superbia kunnen zijn – is het lot van de dichter nou werkelijk zo tragisch als dat van Beaduhilde? –, maar het is waarschijnlijker dat de dichter stelt dat in vergelijking met de pijn van Beaduhilde en de andere personages zijn eigen pijn wel te verbijten is. En toch is de uiteindelijke bedoeling van het refrein niet geheel duidelijk: heelt de tijd alle wonden? Of is het eerder zo dat eenieders verdriet de weg van alle vlees gaat?